# ۸۷۸ (قمری)
۸۷۸ (قمری)، هشتصد و هفتاد و هشتمین سال در گاهشماری هجری قمری است. اول محرم این سال برابر با هفتم ژوئن سال ۱۴۷۳ میلادی است.